# Кріс Дім
Кріс Дім (англ. Kris Dim, нар. 7 травня 1973) — професійний бодібілдер з Камбоджі. Має картку професіонала Міжнародної Федерації Бодібілдингу.

## Біографія

### Ранній період
Кріс Дім народився 7 травня 1973 в Камбоджі. Коли йому виповнилось чотири роки він з батьками переїхав до США в місто Арлінгтон, штат Вірджинія. В дванадцять років переїхав до Сакраменто, Каліфорнія. Бодібілдингом зацікавився в п'ятнадцять років саме в той день коли він вперше відвідав тренажерний зал. Він почав інтенсивно тренуватися і швидко накачав м'язи. В сімнадцять він вже брав участь у змаганнях для початківців — North Bay Bodybuilding Championships.

### Кар'єра професіонала
Свою омріяну картку професіонала отримав після перемоги на NPC USA 2003. З цього часу почалася його кар'єра професіонала. В 2004 він бере участь у своїй першій Олімпії, де займає дванадцяте місце. В 2006 він відвідав інше шоу для професіоналів — Арнольд Класік, де зайняв чотирнадцяте місце. Того ж року він брав участь в іншому значному шоу для бодібілдерів — Ironman Pro Invitational. Там він посів десяте місце. В 2009 році брав участь у Містер Олімпія Європа. Там він посів третє місце, в загальному заліку поступившись лише Ронні Коулмену, який відповідно зайняв перше місце.
Протягом кар'єри з'являвся на сторінках таких модних видань як FLEX і Muscular Development.